# Table d'élevage
 (décembre 2012).
Si vous disposez d'ouvrages ou d'articles de référence ou si vous connaissez des sites web de qualité traitant du thème abordé ici, merci de compléter l'article en donnant les références utiles à sa vérifiabilité et en les liant à la section « Notes et références ».

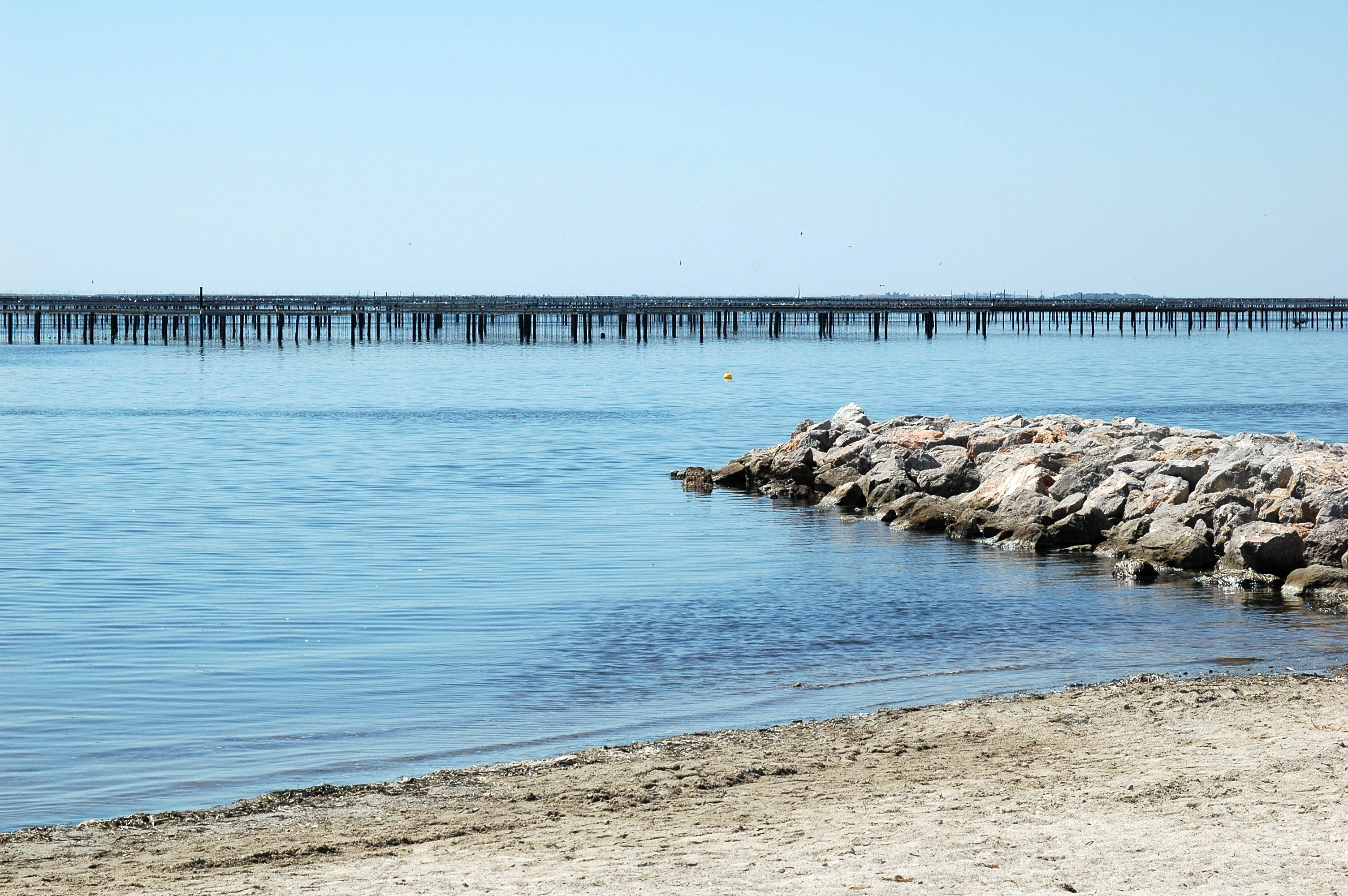
Parc à moules de Bouzigues (Bassin de Thau)

Une table d'élevage est une méthode de conchyliculture.  L'absence de marée sur les côtes du sud de la France a conduit au développement d'une technique d'élevage en suspension et donc en immersion permanente.

## Description
À la suite de nombreux essais sur différents supports, la méthode des tables est mise au point dans les années 1920. La table d'élevage est constituée d'un cadre de bois ou de métal soutenu à 2 mètres au-dessus de l'eau par des pieux enfoncés dans le sol. L'unité utilisée actuellement est composée de 33 pieux soutenant un cadre sur lequel sont disposées 50 perches. Une table ainsi constituée mesure généralement 50 mètres sur 12. Une technique similaire, utilisée en Corse et en Espagne, consiste à pratiquer cet élevage sur radeaux flottants.
Sur chaque perche sont attachés des liens permettant de soutenir les « cordes » de moules ou d'huitres qui y sont reliées.